# Zadnje struge pri Suhadolah
Zadnje struge pri Suhadolah este o arie protejată (arie specială de conservare — SAC, sit de importanță comunitară — SCI) din Slovenia întinsă pe o suprafață de 54 ha, integral pe uscat.

## Localizare
Centrul sitului Zadnje struge pri Suhadolah este situat la coordonatele 46°10′53″N 14°32′09″E / 46.1815°N 14.5357°E.

## Înființare
Situl Zadnje struge pri Suhadolah a fost declarat sit de importanță comunitară în aprilie 2004 pentru a proteja 1 specie de animale. Situl a fost protejat și ca arie specială de conservare în februarie 2012.

## Biodiversitate
Situată în ecoregiunea continentală, aria protejată conține 1 habitat natural: Păduri aluvionare cu Alnus glutinosa și Fraxinus excelsior (Alno-Padion, Alnion incanae, Salicion albae).
La baza desemnării sitului se află o specie protejată de  amfibieni: izvoraș-cu-burta-galbenă (Bombina variegata).